# Eugenio Scarpellini
Eugenio Scarpellini (Verdellino, 8 gennaio 1954 – El Alto, 15 luglio 2020) è stato un vescovo cattolico italiano.

## Biografia
Eugenio Scarpellini nacque a Verdellino, in provincia e diocesi di Bergamo, l'8 gennaio 1954.

### Formazione e ministero sacerdotale
Studiò filosofia e teologia nel seminario diocesano "Papa Giovanni XXIII" di Bergamo dal 1972 al 1978.
Il 17 giugno 1978 fu ordinato presbitero per la diocesi di Bergamo da monsignor Giulio Oggioni. In seguito fu vicario parrocchiale della parrocchia di San Giorgio martire a Boltiere e poi della parrocchia di San Martino a Nembro.
Nel gennaio del 1988 è stato inviato in Bolivia come missionario fidei donum. Seguì un corso di preparazione missionaria al Centro unitario per la formazione missionaria (CUM) di Verona. Prestò servizio nell'arcidiocesi di La Paz come parroco della parrocchia di Nostra Signora a Villa Copacabana e poi della parrocchia del Salvatore nella zona di Tejar della città di La Paz; economo e membro del consiglio economico del seminario maggiore; economo generale dell'arcidiocesi e direttore generale del Collegio "Marien Garten". Fu anche presidente della Fondazione "Mario Parma" per i bambini neuro lesi. Al momento della nomina a vescovo era direttore nazionale delle Pontificie Opere Missionarie, coordinatore delle Pontificie opere missionarie per l'America Latina e segretario generale aggiunto della Conferenza episcopale boliviana.

### Ministero episcopale
Il 15 luglio 2010 papa Benedetto XVI lo nominò vescovo ausiliare di El Alto e titolare di Bida. Ricevette l'ordinazione episcopale il 9 settembre successivo nella cattedrale di Nostra Signora della Candelora a El Alto, insieme al vescovo Fernando Bascopé Müller, dal vescovo di El Alto Jesús Juárez Párraga, co-consacranti il vescovo di Bergamo Francesco Beschi e l'arcivescovo di La Paz Edmundo Luis Flavio Abastoflor Montero.
Dal 2012 al 2015 fu segretario generale della Conferenza episcopale boliviana.
Il 25 luglio 2013 papa Francesco lo nominò vescovo di El Alto; succedette a Jesús Juárez Párraga, precedentemente nominato arcivescovo metropolita di Sucre. Prese possesso della diocesi il 31 agosto successivo.
Fu tra i progettatori del viaggio di papa Francesco in Bolivia che si svolse dall'8 al 10 luglio 2015.
Nel settembre del 2017 compì la visita ad limina.
Nel 2017 accolse con sfavore il nuovo Codice penale boliviano che permette l'interruzione di gravidanza in caso di mancanza di risorse economiche necessarie alla cura dei bambini, in presenza di malformazioni fetali e quando la madre è una studentessa.
Nel 2019 funse da mediatore nella crisi che provocò le dimissioni del presidente Evo Morales, facilitando l'arrivo di Jeanine Áñez alla presidenza.
Dopo lo scoppio della pandemia di COVID-19, nonostante la sua età, si dimostrò generoso nell'aiutare le famiglie più bisognose e vulnerabili distribuendo in prima persona cesti di viveri.
Malato di COVID-19, morì all'ospedale "Sacro Cuore" di El Alto il 15 luglio 2020 all'età di 66 anni dopo aver subito due arresti cardiaci.
Le esequie si tennero il 20 luglio alle ore 11 nella cattedrale di Nostra Signora della Candelora a El Alto e furono presiedute da monsignor Aurelio Pesoa Ribera, vescovo ausiliare di La Paz e segretario generale della Conferenza episcopale. L'omelia venne pronunciata in modo virtuale e a distanza da monsignor Sergio Alfredo Gualberti Calandrina, arcivescovo metropolita di Santa Cruz de la Sierra, anch'egli di origini bergamasche.
In seguito la salma venne trasportata in Italia. Una seconda celebrazione esequiale si tenne il 5 agosto alle ore 18 nel campo sportivo dell'oratorio di Verdellino e fu presieduta da monsignor Francesco Beschi, vescovo di Bergamo.
È sepolto nella tomba di famiglia nel cimitero di Verdellino.

## Genealogia episcopale e successione apostolica
La genealogia episcopale è:
- Cardinale Scipione Rebiba
- Cardinale Giulio Antonio Santori
- Cardinale Girolamo Bernerio, O.P.
- Arcivescovo Galeazzo Sanvitale
- Cardinale Ludovico Ludovisi
- Cardinale Luigi Caetani
- Cardinale Ulderico Carpegna
- Cardinale Paluzzo Paluzzi Altieri degli Albertoni
- Papa Benedetto XIII
- Papa Benedetto XIV
- Papa Clemente XIII
- Cardinale Marcantonio Colonna
- Cardinale Giacinto Sigismondo Gerdil, B.
- Cardinale Giulio Maria della Somaglia
- Cardinale Carlo Odescalchi, S.I.
- Cardinale Costantino Patrizi Naro
- Cardinale Lucido Maria Parocchi
- Papa Pio X
- Papa Benedetto XV
- Papa Pio XII
- Cardinale Eugène Tisserant
- Papa Paolo VI
- Cardinale Agostino Casaroli
- Cardinale Santos Abril y Castelló
- Arcivescovo Jesús Juárez Párraga, S.D.B.
- Vescovo Eugenio Scarpellini

La successione apostolica è:
- Vescovo Giovani Edgar Arana (2018)
- Vescovo Pascual Limachi Ortiz (2019)

## Stemma episcopale
Lo stemma episcopale riporta quattro simboli:
- un olmo, simbolo del santuario "Madonna dell'Olmo" del paese d'origine;
- il lago e le montagne della Bolivia;
- la Bibbia e la stola, simbolo dell'ordinazione sacerdotale;
- un mondo, simbolo della missionarietà.